# Сиваев, Максим Наумович
Максим Наумович Сиваев (1891—1950) — советский военачальник, генерал-майор технических войск (1940), участник Первой мировой, Гражданской и Великой Отечественной войн. В 1941 году попал в немецкий плен, после войны расстрелян по приговору суда, посмертно реабилитирован.

## Биография
Максим Сиваев родился 1 января 1891 года в деревне Хлысты Озерницкой волости Дорогобужского уезда Смоленской губернии в крестьянской семье. После окончания земской начальной школы работал «мальчиком» в городе Ельня, затем рабочим на мебельной фабрике, экспедитором, чернорабочим. В 1916 году Сиваев был призван в царскую армию. До 1917 года участвовал в Первой мировой войне, в боевых действиях против немецких войск на Западном фронте.
10 (или 25) октября 1918 года Сиваев добровольно вступил в Рабоче-Крестьянскую Красную Армию. В 1918—1919 годах он работал на железной дороге на Южном фронте, в 1920 году занимал должность помощника начальника военных сообщений Западного фронта. До 1924 года Сиваев занимал должность военного комиссара на железной дороге, затем в 1924—1929 годах был военным помощником начальника Читинской железной дороги. В 1929 году принимал участие в конфликте на КВЖД. В 1930 году Сиваев окончил курсы усовершенствования работников военных сообщений в Ленинграде, в 1936 году — Военно-транспортную академию, после чего занимал должности начальника военных сообщений ряда военных округов. 12 февраля 1938 года Сиваеву было присвоено звание военного инженера 1-го ранга, 25 апреля 1940 года — комбрига, 4 июня 1940 года — генерал-майора технических войск . 22 февраля 1941 года Указом Президиума Верховного Совета СССР Сиваев был награжден орденом «Знак Почета». До войны проживал в Новосибирске, на Красном проспекте, в доме штаба Сибирского военного округа № 72, квартире № 12, с женой Ольгой Тимофеевной.
В июне 1941 года Сиваев был назначен начальником военных сообщений 24-й армии. В составе Резервного фронта эта армия принимала участие в Смоленском сражении 1941 года и в Вяземской оборонительной операции. Совместно с рядом других подразделений РККА армия была окружена под Вязьмой. Сиваев попал в плен в ночь со 2 на 3 ноября в районе станции Матчино (западнее города Сухиничи) при попытке выйти из окружения с группой командарма Ершакова. Содержался первоначально он в двух лагерях в оккупированной Польше, а затем в концентрационном лагере Хаммельбург. В ноябре 1943 года — феврале 1945 года содержался в Нюрнберге, а затем — в крепости Вайсенбург. 
В начале мая 1945 года освобождён американскими войсками. Через советскую военную миссию по репатриации в Париже 26 мая 1945 года был самолётом отправлен в Москву вместе с другими освобождёнными из плена генералами. Проходил спецпроверку в органах СМЕРШ, после завершения которой 30 декабря 1945 года был арестован. Обвинялся в выдаче противнику секретных сведений об организации работы железнодорожного транспорта СССР и в том, что в плену учился на созданных немцами курсах пропагандистов. 
28 августа 1950 года Военная коллегия Верховного Суда СССР приговорила Сиваева к высшей мере наказания. Приговор был приведён в исполнение 28 августа 1950 года. Сиваев был посмертно реабилитирован 1 марта 1957 года (по другим данным, 19 января).